# جيل كارول
جيل كارول (بالإنجليزية: Jill Carroll)‏ هي صحفية أمريكية، ولدت في 6 أكتوبر 1977 في ديترويت في الولايات المتحدة.